# Hlušice
Hlušice település Csehországban, a Hradec Králové-i járásban. Hlušice Kněžice, Vinary, Sloveč, Nový Bydžov, Starý Bydžov és Sekeřice településekkel határos. Lakosainak száma 738 fő (2024. január 1.).

## Népesség
A település lakosságának változását az alábbi diagram mutatja:
| Lakosok száma | 1130 | 1158 | 1140 | 936  | 725  | 739  | 734  | 740  | 709  | 738  |
|               | 1869 | 1890 | 1921 | 1950 | 1980 | 2001 | 2017 | 2019 | 2022 | 2024 |